# Psychoda rosetta
Psychoda rosetta és una espècie d'insecte dípter pertanyent a la família dels psicòdids.

## Descripció
- La femella fa 0,76-0,93 mm de llargària a les antenes, mentre que les ales li mesuren 1,25-1,45 de longitud i 0,50-0,62 d'amplada.
- El mascle no ha estat encara descrit.
- Les antenes presenten 16 segments.[2]

## Distribució geogràfica
Es troba a Indonèsia: Papua Occidental.